# Iglesia de la Virgen del Castillo (Camarillas)
La iglesia de la Virgen del Castillo es una iglesia barroca del siglo XVIII en estado de ruinas en situada en la localidad turolense de Camarillas (España). Fue declarada Monumento Histórico Artístico, hoy Bien de Interés Cultural, el 22 de diciembre de 1982. En los años 1970 y 1980 sufrió la caída de las bóvedas y parte de la fachada, que cuenta con una portada de estilo neoclásico con un arco de medio punto. La iglesia sustituyó a la iglesia medieval que se construyó al fundarse la localidad que se encontraba situada junto al castillo de Camarillas. En 2018 el ayuntamiento advirtió del peligro de derrumbe de los muros del templo. Mientras no se restaure, las celebraciones religiosas se llevan a cabo en la iglesia de San Roque.
Se trata de un templo de tres naves y crucero, hecho de mampostería y ladrillo. La bóveda de la nave central era de medio cañón con lunetos, mientras que las naves laterales tenían cúpulas con pechinas decoradas con estucos que mostraban las virtudes. El crucero contaba con un cimborrio con cúpula y tambor cilíndrico sobre pilares cruciformes. Las puertas de la sacristía cuentan con una decoración con casetones e incrustaciones de marfil.
Cuenta con una torre de cantería en el lado de la epístola de planta cuadra con tres alturas y cornisa.